# Snowflake Inc.
Snowflake Inc. (NYSE: SNOW) er en amerikansk cloudcomputingvirksomhed, der er baseret Bozeman, Montana. Den blev etableret i 2012 og børsnoteret i 2014. De tilbyder cloudbaserede løsninger til datalagring og dataanalyse.